# Llac George (estat de Nova York)

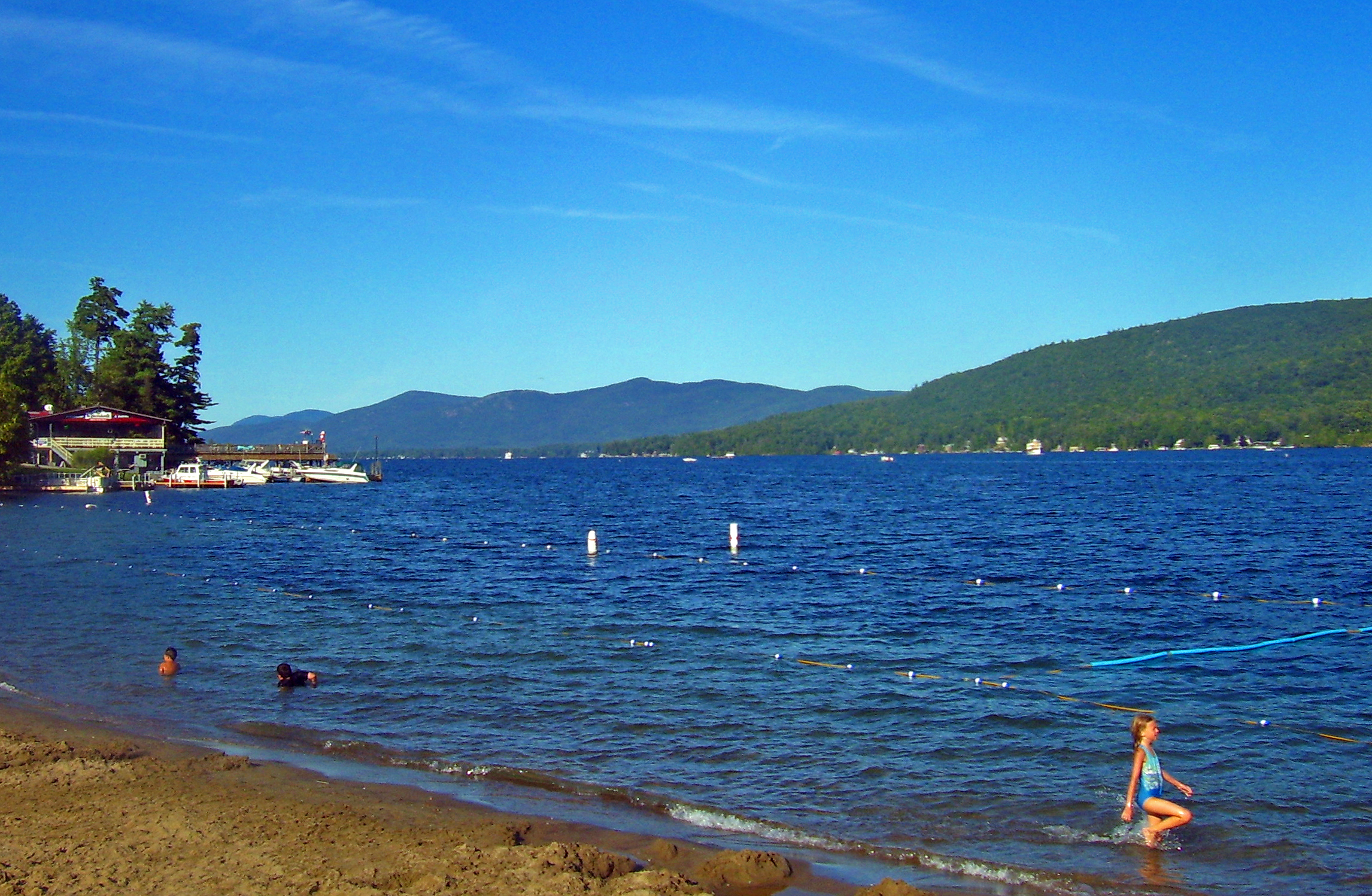
Llac George

El Llac George de l'estat de Nova York (Lake George o el nom turístic de 'Queen of American Lakes'), és un llac llarg i estret que és un llac oligotròfic que drena, dirigint-se cap al nord, al Llac Champlain i després cap al Riu Sant Llorenç. Està a la part nord de l'estat de Nova York, als Estats Units
dins la part nord de la regió del Great Appalachian Valley. Està a 97 m d'altitud. Ocupa una superfície de 114 km² amb 51,8 km de llargada i una amplada d'entre 1,7 a 5 km. La seva fondària màxima és de 76 m. Compta amb 395 illots. És un lloc molt visitat pels turistes. El riu Richelieu condueix les aigües del llac George al riu Sant Llorenç. Es troba prop de la famosa fortificació Fort Ticonderoga.

## Història

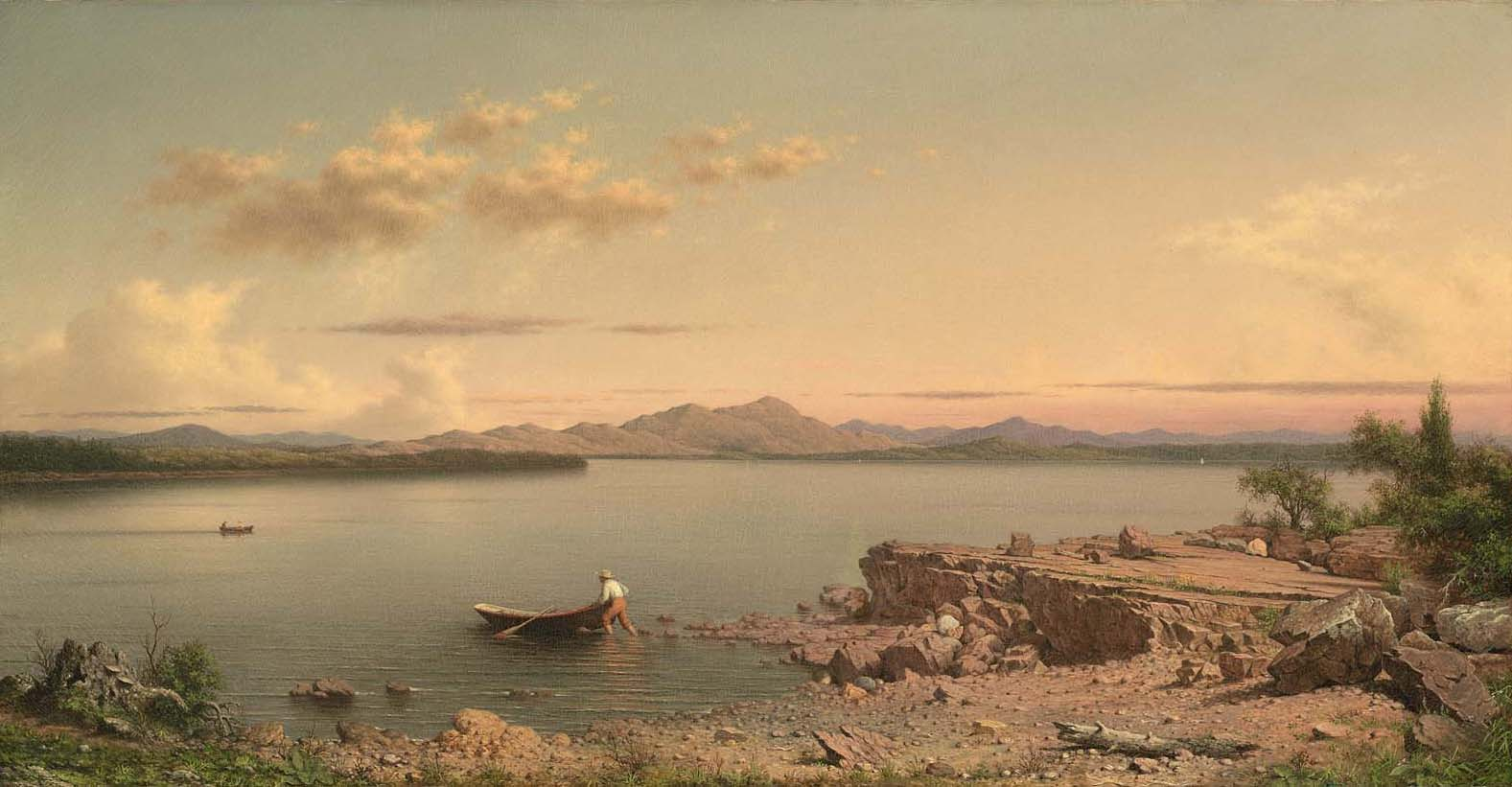
Lake George, 1862, pintat per Martin Johnson Heade

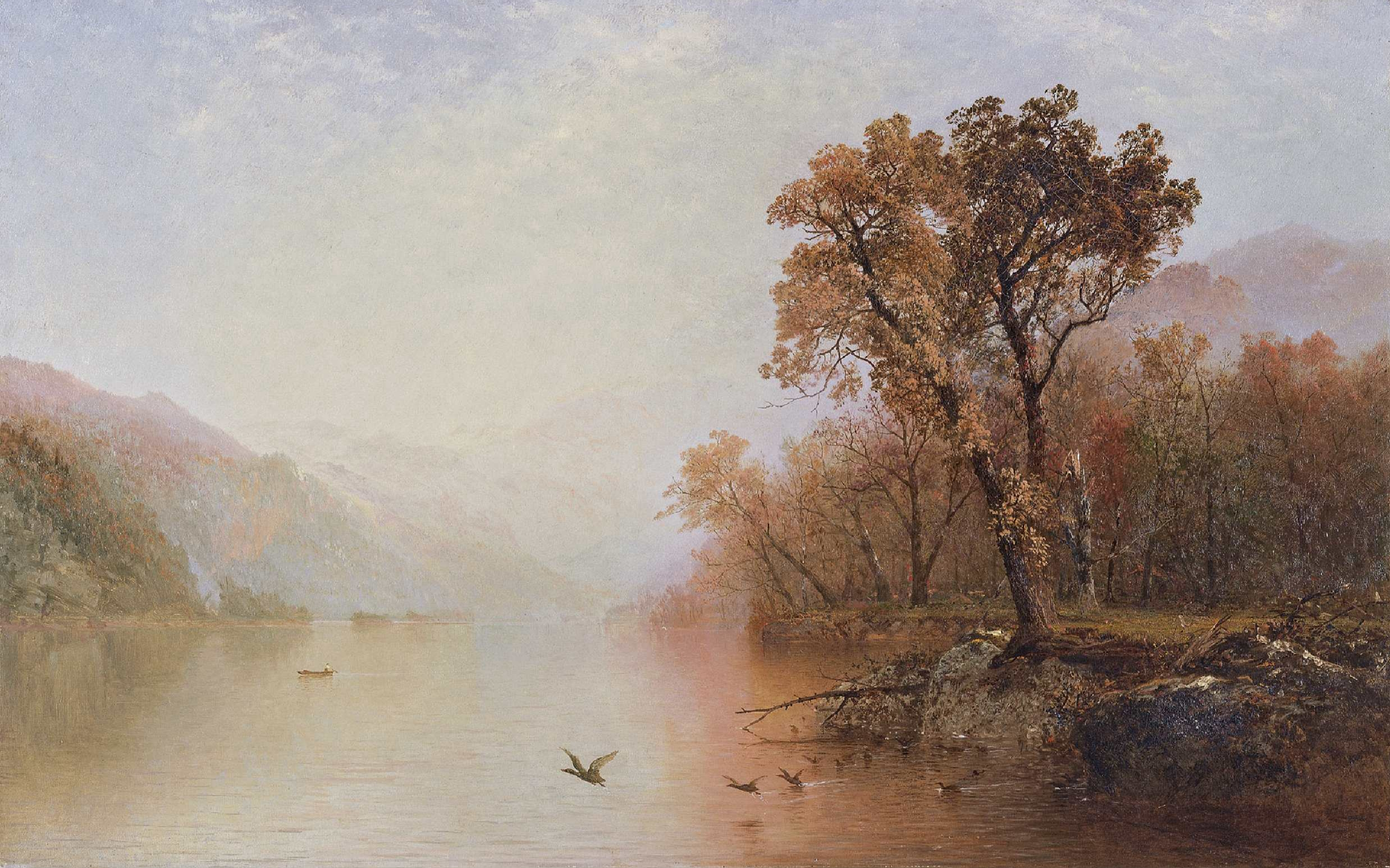
Lake George, ca. 1860, pintat per John Frederick Kensett, obra exposada al Museu Thyssen-Bornemisza

Originalment aquest llac rebia el nom de Andia-ta-roc-te, per part dels indígenes americans. James Fenimore Cooper en la seva novel·la The Last of the Mohicans li va donar el nom d'Horican, per una tribu que hi vivia, perquè a ell li va semblar que el nom indi era massa difícil de pronunciar.
El primer europeu a visitar aquesta zona va ser Samuel de Champlain i va anotar aquest llac en el seu diari el 3 de juliol de 1609, però no li va assignar un nom i va ser l'any 1646 quan el jesuïta francès Isaac Jogues li va donar el nom de Lac du Saint-Sacrement i al riu que en surt: Riu La Chute (la caiguda (d'aigua)).
L'agost de 1755, Sir William Johnson, 1st Baronet que conduïa l'exèrcit colonial britànic durant la Guerra Franco-Índia li va donar el nom de Lake George en honor del rei George II de Gran Bretanya. També va construir la fortificació Fort William Henry contestat pels francesos amb el Fort Carillon, més tard dit Fort Ticonderoga sobre el punt on el riu La Chute entra al Llac Champlain.
El 31 de maig de 1791, Thomas Jefferson va escriure en una carta dirigida a la seva filla que el "Llac George és incomparablement la massa d'aigua més bella que he vist en la meva vida... en un entorn magnífic."

### Accident de l'Ethan Allen
El 2 d'octubre de 2005 a les 2:55 p.m., un vaixell turístic de la companyia Shoreline Cruises anomenat Ethan Allen que portava 47 passatgers, s'enfonsà en el llac i hi van morir 20 persones la majoria de les quals d'edat avançada.
Les investigacions fetes van mostrar que si bé el vaixell inicialment, el 1966, podia portar 50 passatgers unes modificacions estructurals en el vaixell, fetes en anys posteriors, feia que, en el moment de l'accident, en realitat ja només n'hauria de portar 14.